# Jean-Luc Lemonnier
Ne doit pas être confondu avec Luc Lemonnier.
Jean-Luc Lemonnier est un footballeur professionnel français né le 6 février 1961 au Havre. Il évoluait au poste d'attaquant et joue en vétérans au Biscarrosse Olympique.
Il a disputé 188 matchs dans le championnat de France de Division 2.

## Palmarès
- Champion de France de Division 2 en 1988 avec le Racing Club de Strasbourg